# Legamento sospensore dell'ovaia
Il legamento sospensore (o infundibolopelvico) dell'ovaio è una piega peritoneale connessa alla porzione superiore della faccia laterale dell'ovaio.
Contiene vasi e nervi ovarici.
Sulla destra il legamento infudilopelvico è attaccato a una plica di peritoneo posteriore e inferiore al cieco e all'appendice.
Lateralmente ha rapporti con i legamenti del colon ascendente e del sigma.
Quando si unisce con il peritoneo che copre il muscolo grande psoas, passa superiormente ai vasi iliaci esterni, al nervo genitofemorale e all'uretere.